# Guerra mondiale
Il termine guerra mondiale indica un conflitto militare che coinvolge un gran numero di nazioni della Terra, appartenenti a due o più continenti diversi. Viene solitamente usato per indicare i due conflitti apocalittici avvenuti nella prima metà del XX secolo: la prima guerra mondiale, inizialmente conosciuta come "Grande guerra" (1914–1918), e la seconda guerra mondiale (1939–1945). 

## Origine del termine
Il termine "guerra mondiale" fu coniato all'inizio del XX secolo, negli anni antecedenti alla prima guerra mondiale stessa. L'attivazione degli opposti sistemi di alleanze europee, ovvero la Triplice alleanza (composta da Impero tedesco, Impero austro-ungarico e Regno d'Italia) e l'Intesa (formata da Francia, Impero russo e Regno Unito) avrebbe portato a un conflitto globale, a causa dei grandi imperi coloniali posseduti da molte delle potenze d'Europa in tutto il mondo: le colonie, infatti, avrebbero rivestito un importante ruolo strategico. Le stesse considerazioni portarono a comprendere che l'eventuale conflitto non sarebbe rimasto isolato alle sole colonie, ma che piuttosto si sarebbe facilmente potuto espandere ad altri territori, portando a estensioni dei combattimenti inimmaginabili nell'era pre-coloniale. 
Anche se il primo conflitto del 1914-1918 venne definito "mondiale" già pochi giorni dopo il suo scoppio, sembra che il termine "Prima" non sia stato anteposto fino agli inizi degli anni venti. Il conflitto rimase infatti assai più conosciuto come Grande guerra ("Guerra del '15-'18" in Italia, che vi partecipò dal 24 maggio 1915) fino a quando lo scoppio della seconda guerra mondiale rese necessaria la distinzione.
Anche il termine "seconda guerra mondiale" fu coniato nel corso degli anni venti. Nel 1928 il segretario di Stato degli Stati Uniti Frank Kellogg definì il suo trattato "per la rinuncia alla guerra" (conosciuto come Patto Briand-Kellogg) come una "pratica garanzia contro una seconda guerra mondiale". Il termine divenne di uso comune con l'inizio delle ostilità il 1º settembre 1939.
Il termine "guerra mondiale" lo si ritrova anche in altre lingue. Per esempio, in francese vengono chiamate guerres mondiales; in tedesco erster und zweiter Weltkrieg; in russo мировые войны e così via. Curiosa la situazione nella lingua inglese: gli storici britannici e canadesi usano infatti il termine "First" e "Second World War", mentre quelli statunitensi indicano i due conflitti come "World War I" e "World War II".

## Descrizione

### Precedenti "conflitti mondiali"
Sono occorsi nella storia altri conflitti che vengono spesso definiti "mondiali" per la loro capacità di coinvolgere numerose regioni del pianeta. Fra questi, le invasioni condotte dalla popolazione nomade dei Mongoli che permisero loro di stabilire un vasto impero: le operazioni militari coinvolsero Cina, Giappone, Vietnam, Mesopotamia, Balcani e Russia. Anche la guerra tra Paesi Bassi e Portogallo combattuta nel XVII secolo nell'Oceano Atlantico, in Brasile, nell'Africa occidentale, in Sudafrica, in India e Indonesia viene considerata come mondiale.
Altri esempi ancora sono la guerra dei sette anni (Winston Churchill la definì "la prima guerra mondiale" nella sua opera A History of the English Speaking Peoples) e le guerre napoleoniche (1803–1815). Questi conflitti, comunque, rimasero per lo più confinati alle potenze europee e ai loro imperi coloniali. Le nazioni asiatiche e americane non rimasero coinvolte e non ebbero gli stessi drammatici effetti nel numero di vittime e sulla popolazione civile.
Prima del tardo XIX secolo, il concetto di una guerra mondiale non aveva molto significato. Le potenze asiatiche cinese e giapponese non agivano al di fuori dei loro continenti, e non conducevano politiche a pari livello con gli stati europei; la Cina era un obiettivo del colonialismo occidentale mentre il Giappone rimase fortemente isolazionista fino agli anni cinquanta dell'Ottocento, mentre i conflitti in Europa rimanevano limitati fra uno stato e l'altro e i rispettivi territori continentali.

### Caratteristiche delle guerre mondiali
Le due guerre mondiali del XX secolo si svolsero su ogni continente della Terra, salvo l'Antartide, con i principali combattimenti localizzati in Europa e Asia e coinvolsero più nazioni e più soldati di ogni altro conflitto precedente; furono anche le prime a essere combattute su terra, in mare e nell'aria con una immensa mobilitazione delle risorse industriali e scientifiche. Furono anche i primi conflitti in cui venne applicata la dottrina della guerra totale, con drammatici effetti sulle nazioni partecipanti.
Le guerre mondiali furono rese possibili, inoltre, dalla combinazione fra i nuovi rapidi mezzi di comunicazione (come il telegrafo e la radio) e le nuove tecnologie dei trasporti (automobile, aeroplano ecc.). Ciò permise una più veloce e precisa coordinazione delle azioni militari su vaste aree e rese possibile il trasporto di truppe su scala globale.
Molte delle nazioni che combatterono nella prima guerra mondiale rimasero coinvolte anche nella seconda, sebbene non sempre negli stessi schieramenti. La seconda la si può definire come una diretta conseguenza della prima che per molti aspetti rimase incompiuta, vista la precoce resa degli Imperi Centrali e il successivo diktat imposto dalle nazioni vincitrici alle sconfitte. La Grande guerra ebbe inoltre profonde conseguenze sociali ed economiche sia nei paesi vinti che in quelli vincitori: l'esempio più immediato è quello di Italia e Germania, dove i risentimenti e i disagi post-bellici andarono a costituire terreno fertile per le ideologie estreme dei regimi totalitari fascisti e nazisti. 
Le guerre mondiali furono tra le guerre più sconvolgenti, insieme a quelle napoleoniche e mongole, nella storia dell'umanità.
Soprattutto la seconda guerra mondiale, ricordata anche per la Shoah (che propriamente non è da considerare un atto di guerra in quanto la maggior parte delle vittime non la combatterono da soldati ma la subirono da civili), ebbe conseguenze disastrose per la popolazione civile che costituì la metà delle vittime, ben il 48% (contro il 5% della prima) e rase al suolo intere città.

### Effetti delle guerre mondiali
Entrambe le guerre mondiali del XX secolo portarono ad un numero di vittime e ad un livello di distruzione senza precedenti nella storia: il numero di morti nei due conflitti è stato stimato fra i 60 e i 100 milioni. Contrariamente ai precedenti eventi bellici, la popolazione civile fu coinvolta quanto, se non peggio, gli stessi soldati, e la distinzione tra combattenti e civili scomparve in parecchi casi.
Le guerre mondiali hanno avuto un profondo effetto sulla storia mondiale dell'ultimo secolo. I vecchi imperi europei collassarono o furono smantellati come diretta conseguenza dei conflitti e in alcuni casi delle stesse sconfitte subite sul campo di battaglia. L'attuale sistema di sicurezza, economia e politica internazionale nacque proprio nei due dopoguerra.
Istituzioni come la NATO, l'ONU e l'Unione europea furono stabilite per gestire in modo migliore gli affari internazionali, con l'esplicito scopo di prevenire lo scoppio di un altro devastante conflitto. Le due guerre ebbero anche un profondo impatto nella vita di tutti i giorni: tecnologie sviluppate durante i periodi di guerra rivoluzionarono la vita in tempo di pace.
Sin dal termine della seconda guerra mondiale nell'agosto 1945, con lo sgancio delle bombe atomiche su Hiroshima e Nagasaki, c'è stata la paura diffusa e prolungata di una possibile terza guerra mondiale combattuta tra le due superpotenze dotate di armi nucleari, ovvero gli Stati Uniti e l'Unione Sovietica. Il fatto che ciò non si sia verificato è stato attribuito da molti alla devastante natura di una possibile guerra nucleare, che non solo non lascerebbe né vincitori né vinti, ma porterebbe anche al collasso della civiltà, fino anche alla totale distruzione del genere umano.